# Sacerdócio na Igreja Ortodoxa
Presbítero é, na Bíblia, um sinônimo para bispo (episkopos), referindo-se a um líder em congregações de Igrejas locais. No uso ortodoxo moderno, é distinto de bispo e sinônimo de sacerdote. Seu significado literal em grego (presbyteros) é "ancião".

## Ordens sagradas
Por meio do sacramento das ordens sagradas, uma ordenação ao sacerdócio é realizada pelo bispo. Mas isso requer o consentimento de todo o povo de Deus, então, em um ponto do serviço, a congregação aclama a ordenação gritando "Axios!" ("Ele é digno!").
Os sacerdotes ortodoxos consistem tanto de clérigos casados quanto de clérigos celibatários. Na Igreja Ortodoxa, um homem casado pode ser ordenado ao sacerdócio. Seu casamento, no entanto, deve ser o primeiro para ele e sua esposa. Ele não pode se casar novamente e continuar em seu ministério mesmo que sua esposa morra.
Se um homem solteiro, ou não casado ou celibatário for ordenado, ele deve permanecer celibatário para manter seu serviço. Um sacerdote celibatário não é necessariamente o mesmo que um clérigo monástico, pois o celibato não implica automaticamente o monasticismo, embora o monasticismo ortodoxo denote um chamado ao celibato. Um sacerdote-monge é chamado de hieromonge.

## Ministério
É doutrina da Igreja que o sacerdócio deve se esforçar para cumprir a graça dada a eles com o dom da "imposição de mãos" da forma mais perfeita que puderem. Mas a Igreja ensina que a realidade e a eficácia dos sacramentos da Igreja, ministrados pelos presbíteros, não dependem da virtude pessoal, mas da presença de Cristo que atua em sua Igreja pelo Espírito Santo. O mesmo que com os bispos, é Cristo, por meio de seus ministros escolhidos, que atua como professor, bom pastor, perdoador e curador. É Cristo perdoando pecados e curando os males físicos, mentais e espirituais da humanidade. O sacerdote é um ícone de Cristo.
Os sacerdotes normalmente exercem a função de pastores de paróquias, uma função que normalmente era feita pelos bispos nos primeiros tempos. Eles são reitores das congregações locais de cristãos. Eles presidem a celebração da liturgia e ensinam, pregam, aconselham e exercem os ministérios do perdão e da cura.
Como os presbíteros são designados pelo bispo e pertencem às congregações específicas, eles não têm autoridade ou serviços para executar além de seu bispo e de sua própria comunidade paroquial particular. Na mesa do altar de cada paróquia, há o pano chamado antimension assinado pelo bispo, que é a permissão para a comunidade se reunir e agir como a Igreja. Sem a antimension, o sacerdote e seu povo não podem funcionar legitimamente.

## História
A organização mais antiga das Igrejas cristãs na Judeia era semelhante à das sinagogas judaicas, que eram governadas por um conselho de anciãos (presbyteroi). Em Atos 11:30 e 15:22, vemos esse sistema colegiado de governo em Jerusalém, e em Atos 14:23, o apóstolo Paulo ordena anciãos nas Igrejas que ele fundou. Inicialmente, esses presbíteros eram aparentemente idênticos aos superintendentes (episcopado, ou seja, bispos), como passagens como Atos 20:17 e Tito 1:5,7 indicam, e os termos eram intercambiáveis.
Logo após o período do Novo Testamento, com a morte dos Apóstolos, houve uma diferenciação no uso dos termos sinônimos, dando origem ao surgimento de dois ofícios distintos, bispo e presbítero. O bispo era entendido principalmente como o presidente do conselho de presbíteros, e assim o bispo passou a ser distinguido tanto em honra quanto em prerrogativa dos presbíteros, que eram vistos como derivando sua autoridade por meio de delegação do bispo. A distinção entre presbítero e bispo é feita logo após o período apostólico, como é visto nos escritos do século II de Inácio de Antioquia, que usa os termos consistentemente e claramente para se referir a dois ofícios diferentes (junto com diácono).
Inicialmente, cada congregação local na Igreja tinha seu próprio bispo. Eventualmente, conforme a Igreja crescia, congregações individuais não eram mais servidas diretamente por um bispo. O bispo em uma cidade grande nomearia um presbítero para pastorear o rebanho em cada congregação, atuando como seu delegado.

## Uso moderno
A Igreja Ortodoxa frequentemente se refere aos presbíteros como sacerdotes (presbítero é etimologicamente derivado do grego πρεσβύτερος, presbyteros, através do latim presbyter). Esse uso é visto por alguns cristãos protestantes como despojando os leigos de seu status sacerdotal legítimo, enquanto aqueles que usam o termo defendem seu uso dizendo que, embora acreditem no sacerdócio de todos os crentes, eles não acreditam na liderança de todos os crentes.
Os presbíteros são frequentemente designados por Padre (oriundo do latim pai), embora este não seja um título oficial. Trata-se antes de um termo de afeto utilizado pelos cristãos para os seus presbíteros ordenados. Neste contexto, o nome próprio de um padre é geralmente utilizado a seguir à palavra Padre.
Monges que são ordenados ao sacerdócio são conhecidos como monges-sacerdotes ou hieromonges.